# Psidium salutare
Psidium salutare är en myrtenväxtart som först beskrevs av Carl Sigismund Kunth, och fick sitt nu gällande namn av Otto Karl Berg. Psidium salutare ingår i släktet Psidium och familjen myrtenväxter.

## Underarter
Arten delas in i följande underarter:
- P. s. decussatum
- P. s. mucronatum
- P. s. pohlianum
- P. s. salutare
- P. s. sericeum

## Bildgalleri

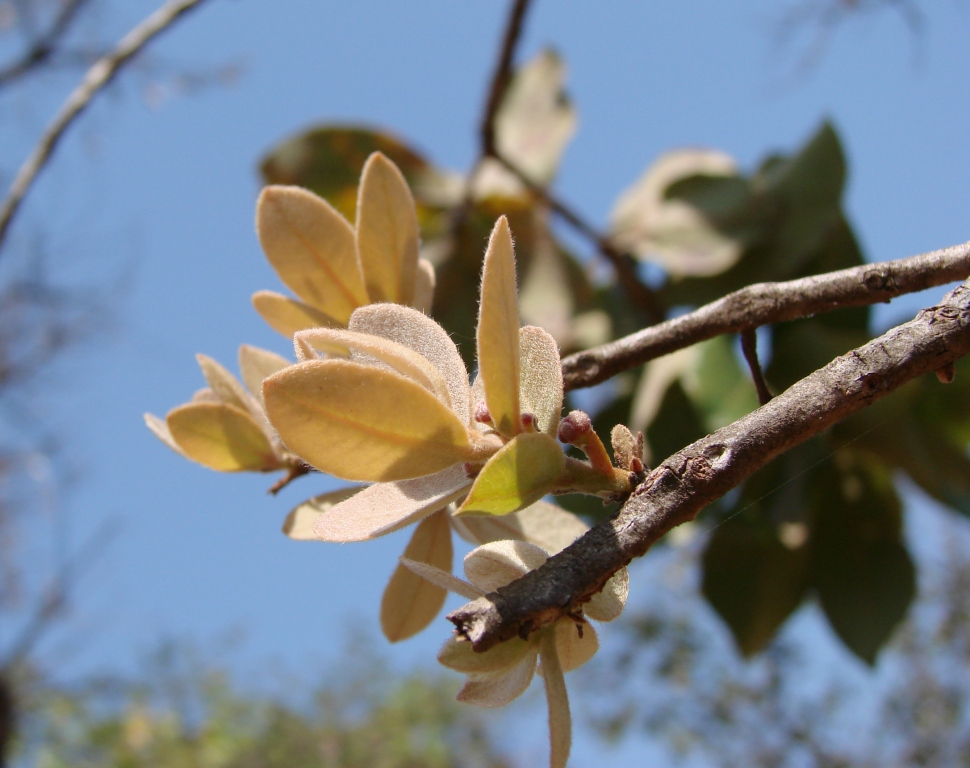
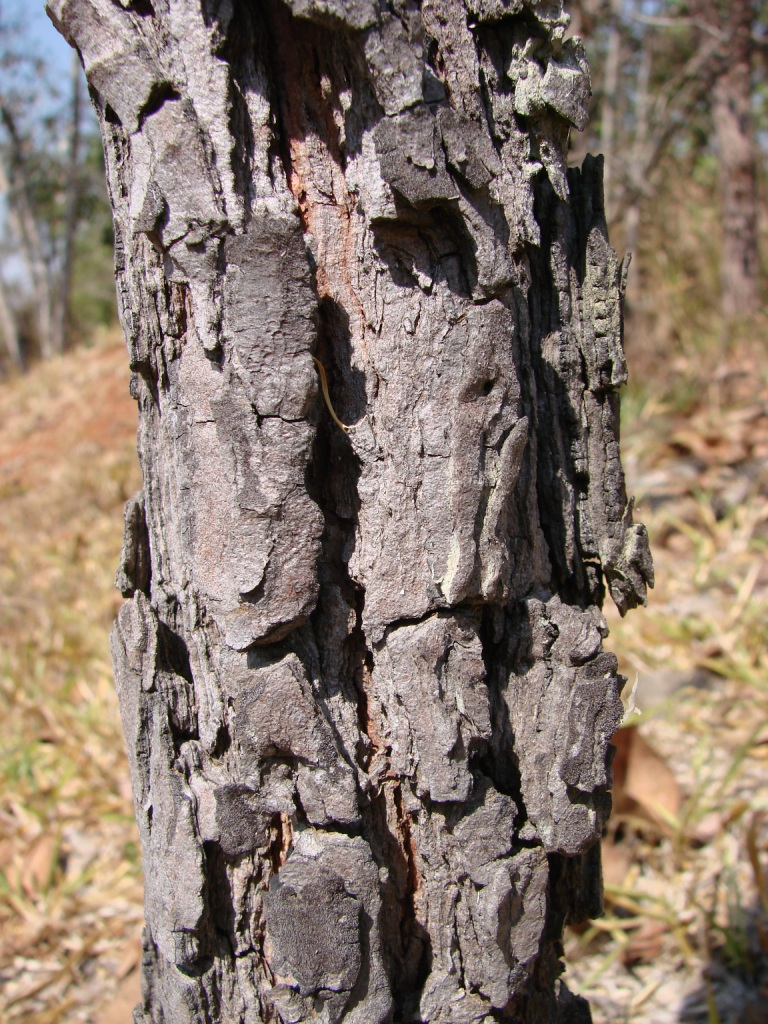
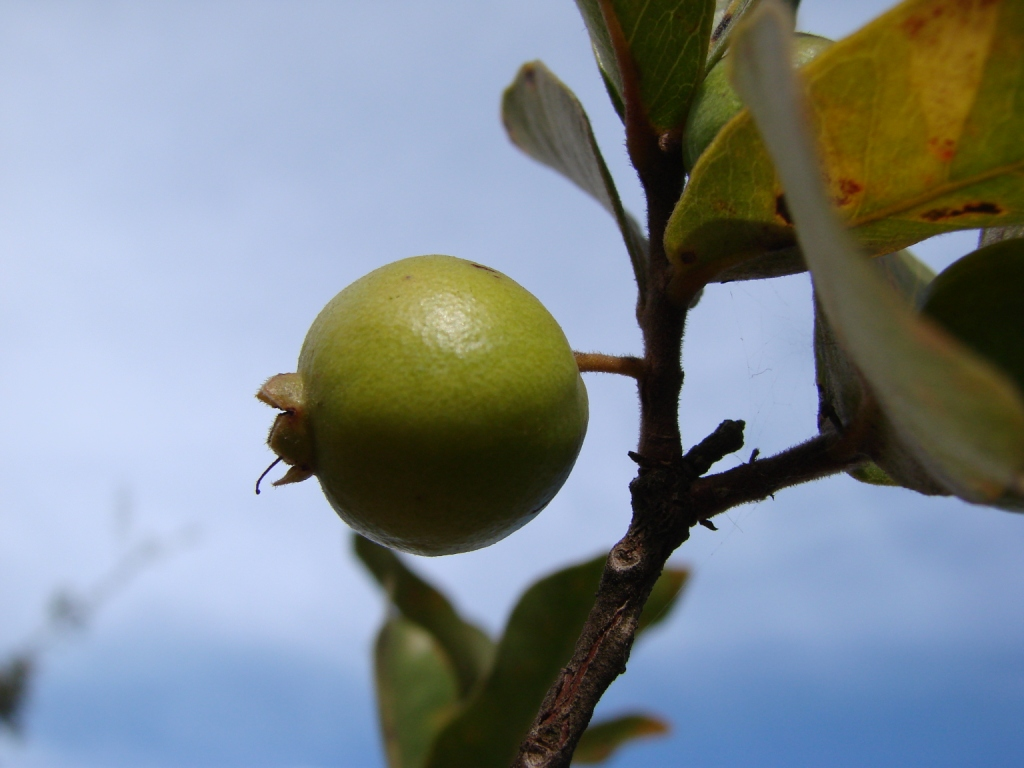
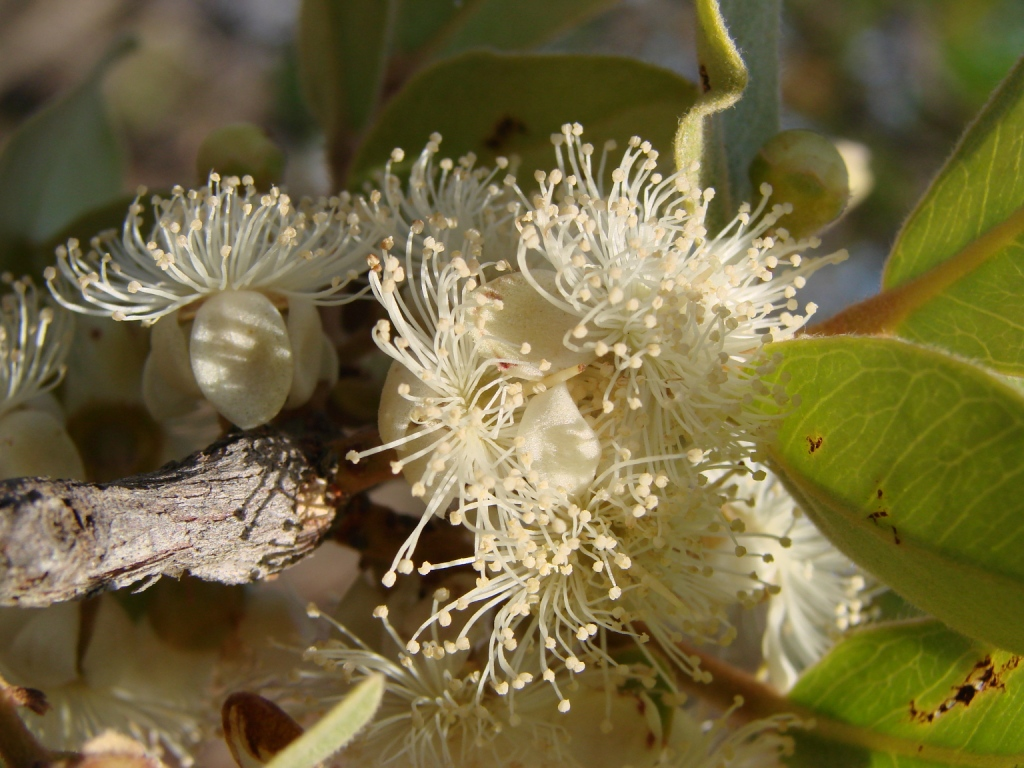